# 單點定位模式
單點定位模式又稱絕對定位模式，是GPS定位模式中的其中一種。為採用一台接收器進行定位的模式，沒有基站做校正，它所確定的是接收器相對於座標系統原點的絕對座標。單點定位模式的特點是作業方式簡單，可以單機作業，一般用於精度要求不高的應用中。「絕對」一詞主要為區別相對定位模式，兩者在觀測方式、定位精度、數據處理以及應用範圍等均有差異。

## 概念
單點定位的基本原理，是以GPS衛星和接收器之間距離的觀測量為基礎，並根據已知衛星座標，來確定接收器所對應的位置。
由於GPS觀測同時，衛星鐘和接收器鐘難以保持精確的同步，所以實際上觀測站至衛星之間的距離，均含有衛星和接收器時間差的影響，因此稱之為虛擬距離。衛星鐘差可以修正，而接收器的鐘差一般難以準確確定，所以通常把它視為一個未知數，與測站座標在數據處理中一併求解。因此，在一個測站上，為了求出4個未知數（3個觀測站點位座標和1個鐘差參數），至少要有4個觀測值，也就是接收器必須同時觀測4顆衛星。
單點定位的優點是只需要一台接收器即可獨立定位，觀測的實施較簡便，數據處理也較簡單。利用GPS進行單點定位時，定位精度主要取決於：所觀測衛星在空間的幾何分布和觀測量精度。其主要問題是，受衛星星曆誤差和衛星信號在傳播過程中的大氣延遲誤差的影響較顯著，定位精度較低。

## 分類

### 傳統的單點定位
傳統的單點定位只採用單一的接收器來測量，接收測距碼來定位，便宜好用、便利性高，但誤差為GPS定位模式中最大。

### 精密單點定位
採用單台雙頻接收器，結合非差分虛擬距離測量和載波相位測量，併使用精密星曆和衛星鐘差參數的定位方式。適用於大洋上、南北極等不易蓋基站的偏遠地區，缺點是解算數據要等更久，才會有較理想的位置。